# Нобелова награда за литература
Нобеловата награда за литература е шведска награда за литература, която се присъжда ежегодно от 1901 г. насам според завещанието на шведския индустриалец Алфред Нобел на всеки автор, без оглед на националност, вероизповедание и др., който „създаде най-забележителния труд с висши идеали в областта на литературата“ ( Наградата се присъжда за цялостната работа на автора, въпреки че понякога отделни произведения се цитират като особено забележителни. Решението за удостояване е на Шведската академия, която обявява името на лауреата в началото на октомври всяка година. Това е една от петте Нобелови награди, учредени със завещанието на Алфред Нобел през 1895 г. На церемонията по връчването на Нобеловата награда тази за литература традиционно е последната по ред. В някои случаи наградата е била отлагана за следващата година, последно през 2018 г. (считано към май 2022 г.) 

## История
Алфред Нобел постановява в последната си воля и завещание парите му да бъдат използвани за създаване на поредица от награди за онези, които предоставят „най-голяма полза на човечеството“ във физиката, химията, мира, физиологията или медицината и литературата  Въпреки че Нобел е написал няколко завещания през живота си, последното е написано малко повече от година преди смъртта му и е подписано в Шведско-норвежкия клуб в Париж на 27 ноември 1895 г.  Нобел завещава 94 % от общите си активи, 31 милиона шведски крони (еквивалентни на 198 милиона щатски долара, 176 милиона евро през 2016 г.), за учредяване и връчване на петте Нобелови награди Поради споровете около завещанието, норвежкият парламент (Стортингет) го одобрява едва на 26 април 1897 г. Изпълнители на завещанието са Рагнар Солман и Рудолф Лилеквист, които основават Нобеловата фондация, за да се грижи за богатството на Нобел и да организира наградите. Членовете на норвежкия Нобелов комитет, които трябва да присъждат наградата за мир, са назначени малко по-късно. Следва определянето на организациите, присъждащи съответните награди: на 7 юни Каролинският институт става отговорен за връчването на наградата в областта на физиологията и медицината; на 9 юни Шведската академия получава правото да връчва наградата за литература ; на 11 юни Кралската шведска академия на науките е избрана за връчването на наградите за физика и химия.. След това Нобеловата фондация постига споразумение относно насоките за това как трябва да се присъжда Нобеловата награда. През 1900 г. новосъздаденият устав на Нобеловата фондация е обнародван от крал Оскар II.

## Процедура
Всяка година Шведската академия изпраща покани за предлагане на кандидати за Нобелова награда за литература. Адресати на поканите са учени, членове на литературни академии и дружества, професори по литература и филология, бивши лауреати на наградата и президенти на национални писателски организации. Не е допустимо някой да се номинира сам.
Всяка година постъпват хиляди предложения. Те трябва да бъдат получени в Академията до 1 февруари, след което се разглеждат от Нобеловия комитет, вътрешна работна група, състояща се от четирима до петима членове. До април комисията стеснява списъка до около двадесет номинирани и през май Академията одобрява кратък списък с пет имена. Следващите четири месеца са определени за четене и преглед на творбите на петимата кандидати. През октомври членовете на Академията гласуват и кандидатът, който получи повече от половината от гласовете, се обявява за Нобелов лауреат за литература за тази година. Никой не може да получи наградата, без да фигурира в списъка поне два пъти; а много автори се появяват отново и отново и се разглеждат многократно през годините. Произведенията им се четат на техния оригинален език, но когато е избран кандидат от език, който никой от членовете не владее, се привличат преводачи и експерти, за да предоставят образци от творчеството на писателя. Останалите стъпки от процедурата са подобни на тези на другите Нобелови награди
Номинациите се пазят в строга тайна в продължение на 50 години, след което стават публично достъпни в Базата данни за номинациите за Нобелова награда за литература. Към 2021 г. достъпни за публично разглеждане са само номинациите, подадени между 1901 и 1971 г. 
Шведската академия се състои от 18 членове, които се избират за цял живот и технически нямат право да напускат . След избухнал скандал през 2018 г. това се променя и на 2 май 2018 г. крал Карл XVI Густав дава възможност на членовете да подават оставка. Новите правила гласят също, че член, който не е бил активен в работата на академията повече от две години, може да бъде помолен да напусне . Членовете на Нобеловия комитет се избират за период от три години измежду членовете на академията и се подпомагат от специално назначени експертни съветници .
Наградата обикновено се обявява през октомври. Понякога обаче това става по-късно, като последният такъв случай е наградата за 2018 г. В разгара на противоречията около твърденията за сексуално насилие, конфликт на интереси и подадени оставки от длъжностни лица, на 4 май 2018 г. Шведската академия обявява, че лауреатът за 2018 г. ще бъде обявен през 2019 г. заедно с лауреата за 2019 г.

## Описание
Лауреатът на Нобелова награда за литература печели златен медал, диплома и парична сума . Размерът на сумата зависи от приходите на Нобеловата фондация през тази година . Ако наградата се присъжда на повече от един лауреат, парите или се разпределят по равно между тях, или за трима лауреати могат да бъдат разделени на една втора и две четвърти. . Наградният фонд на Нобеловата награда се колебае от учредяването ѝ, но към 2012 г. възлиза на 8 000 000 крони (около 1 100 000 щатски долара), преди това е бил 10 000 000 крони. . Това не е първият път, когато сумата на наградата е намалена – като се започне с номинална стойност от 150 782 крони през 1901 г., номиналната стойност спада до 121 333 крони през 1945 г., но оттогава тя или расте, или остава стабилна, като през 2001 г. достига връх на стойността от 12 577 049 крони .
Церемонията по връчването на наградите по физика, химия, физиология или медицина, литература и икономика се провежда в Стокхолм, а на наградата за мир – в Осло на 10 декември, годишнината от смъртта на Алфред Нобел . Лауреатите изнасят лекция по време на „Нобеловата седмица“; акцентите са церемонията по награждаването и банкетът на 10 декември.

### Медал
Медалите за Нобелова награда от 1902 г. се секат от частната шведска компания Myntverket  (до 2010 г.) и монетния двор на Норвегия. От 2012 г. шведските медали се изработват от 2012 Svenska Medalj в Ескилстюна. Медалите са регистрирани търговски марки на Нобеловата фондация.
Медалите за Нобеловите награди са проектирани от шведа Ерик Линдберг с изключение на медала към наградата за мир, проектиран от Густав Вигеланд. Всеки медал за физика, химия, физиология или медицина има на аверса (предната страна на медала) изображение на Алфред Нобел в ляв профил и годините на неговото раждане и смърт (1833 – 1896). . Портретът на Нобел е също на аверса на медала за мир и на медала за икономика, но с малко по-различен дизайн. Изображението на реверса на медалите варира в зависимост от институцията, която присъжда наградата. Реверсът на медалите за химия и физика имат един и същ дизайн и съдържат надпис „Inventas vitam iuvat excoluisse per artes“, докато надписът на медала за мир е „Pro pace et fraternitate gentium“. На медала по икономика няма надпис. Името на лауреата е гравирано или на реверса, или по ръба на медала (гурт)
Медалът за литература, дело на Ерик Линдберг, изобразява младеж под лаврово дърво, който слуша в захлас своята Муза и записва песента ѝ. Надписът гласи: Inventas vitam iuvat excoluisse per artes (откриването на изкуството подобрява човешкия живот), което пък идва от Енеида (на латински: inventas aut qui vitam excoluere per artes).

### Диплома
Нобеловите лауреати получават диплома от краля на Швеция. Всяка диплома е уникално проектирана от присъждащите институции за лауреата, който я получава. Дипломата съдържа снимка и текст, който посочва името на лауреата и обикновено цитат с основанието за присъждане на наградата. Дипломата за литература е написана на пергамент в стила на средновековните илюстратори.

## Лауреати
Нобеловата награда за литература е присъждана 114 пъти между 1901 и 2021 г. на 118 лица: 102 мъже и 16 жени. В четири случая наградата е поделена между двама, а в седем случая не е присъждана. Сред лауреатите са писатели на 25 различни езика. Най-младият лауреат е Ръдиард Киплинг, който е на 41 години през 1907 г., когато е бил награден. Най-възрастният лауреат е Дорис Лесинг, която е на 88 години през 2007 г, когато е наградена. Наградата е присъдена посмъртно само веднъж, на Ерик Аксел Карлфелд през 1931 г. Двама писатели са отказали наградата, Борис Пастернак през 1958 г. (отначало я приема, но по-късно е принуден от властите на Съветския съюз да откаже наградата) и Жан-Пол Сартр през 1964 г.

### Тълкуване на указанията на Нобел
В завещанието си Алфред Нобел посочва, че лауреатът за литература трябва да отговаря на определени критерии. Сред тях много дискусии предизвикват изискванията „да е допринесъл най-голяма полза за човечеството“ и да твори „с висши идеали“. В първите години на наградата „идеализмът“, посочен от Нобел, се интерпретира стриктно и тъй като по това време привържениците на консервативния идеализъм считат за свещени църквата, държавата и семейството, това води до присъждането на награди на лауреати като Бьорнстерне Бьорнсон, Ръдиард Киплинг и Паул фон Хайзе. Постепенно този критерий започва да се интерпретира по-гъвкаво: през 20-те години на XX век „идеализмът“ се тълкува по-широко като „широкосърдечна човечност“ и наградата получават писатели като Анатол Франс, Джордж Бърнард Шоу и Томас Ман. През 30-те години на XX век „най-голямата полза за човечеството“ се тълкува в смисъл на писатели, чиито творби со общодостъпни, и са наградени автори като Синклер Луис и Пърл Бък. От 1946 г. обновената Академия променя фокуса и започва да награждава литературни пионери като Херман Хесе, Андре Жид, Т. С. Елиът и Уилям Фокнър. Оттогава „най-голямата полза за човечеството“ се тълкува по-широко. От 70-те години на миналия век Академията често обръща внимание на важни, но неизвестни в международен план писатели, награждавайки писатели като Исак Башевис Сингер, Одисеас Елитис, Елиас Канети и Ярослав Сейферт.
От 1986 г. Академията признава международния хоризонт в завещанието на Нобел, което отхвърля всякакви съображения за националността на кандидатите, и награждава автори от цял свят като Уоле Шоинка от Нигерия, Нагиб Махфуз от Египет, Октавио Пас от Мексико, Надин Гордимър от Южна Африка, Дерек Уолкът от Сейнт Лусия, Тони Морисън, първият афроамериканец в списъка, Кензабуро Ое от Япония и Гао Синдзян, първият лауреат, който пише на китайски. През 2000-те наградата отива при В. С. Найпол, Марио Варгас Льоса и китайския писател Мо Йен, но политиката на „награда за целия свят“ е по-малко забележима, тъй като Академията е награждавала предимно европейски и англоезични писатели от западната литературна традиция. През 2015 г. за първи път е присъдена награда на автор на нехудожествена литература на Светлана Алексиевич.

### Споделена награда
Нобеловата награда за литература може да бъде присъдена на двама души. Академията обаче не е склонна да го прави, главно защото това може да бъде тълкувано като компромис. Споделените награди, присъдени на Фредерик Мистрал и Хосе Ечегарай през 1904 г. и на Карл Гелеруп и Хенрик Понтопидан през 1917 г., всъщност са резултат от компромиси. Споделените награди са изключение и през XX век Академията е присъдила споделена награда само в два случая, на Шмуел Йосеф Агнон и Нели Закс през 1966 г. и на Ейвинд Юнсон и Хари Мартинсон през 1974 г.

### Цитиране на конкретно произведение
Наградите за литература се присъждат за цялостното творчество на автора, но в някои случаи Академията изтъква конкретно произведение за специално признание. Например Кнут Хамсун е награден през 1920 г. „за неговото монументално произведение, „Растежът на тревата““, Томас Ман през 1929 г. „главно за неговия велик роман „Буденброкови“, който печели постоянно нарастващо признание като едно от класическите произведения на съвременната литература“, Джон Голсуърти през 1932 г. „за неговото отлично изкуство на разказвач, което приема най-висшата си форма в „Сага за Форсайтови““, Роже Мартен дю Гар през 1937 г. „за художествената сила и правдивостта, с които е изобразил човешкия конфликт, както и някои фундаментални аспекти на съвременния живот в неговия роман-цикъл Les Thibault, Ърнест Хемингуей през 1954 г. „за неговото майсторство в изкуството на разказа, демонстрирано последно в „Старецът и морето“, и за влиянието, което е оказал върху съвременния стил“, и Михаил Шолохов през 1965 г. „за художествената сила и почтеност, с които в своя епос „Тихият Дон“ е отразил исторически етап от живота на руския народ“.

## Списък на лауреатите

### 1901 – 1909
- 1901 Рене Сюли Прюдом (Франция)
- 1902 Теодор Момзен (Германия)
- 1903 Бьорнстерн Бьорнсон (Норвегия)
- 1904 Фредерик Мистрал (Франция) и Хосе Ечегарай (Испания)
- 1905 Хенрик Сенкевич (Полша)
- 1906 Джозуе Кардучи (Италия)
- 1907 Ръдиард Киплинг (Великобритания)
- 1908 Рудолф Ойкен (Германия)
- 1909 Селма Лагерльоф (Швеция)

### 1910 – 1919
- 1910 Паул фон Хайзе (Германия)
- 1911 Морис Метерлинк (Белгия)
- 1912 Герхарт Хауптман (Германия)
- 1913 Рабиндранат Тагор (Индия)
- 1914 не се връчва – Ерик Аксел Карлфелт (Швеция) я отказва
- 1915 Ромен Ролан (Франция)
- 1916 Вернер фон Хейденстам (Швеция)
- 1917 Карл Гелеруп (Дания) и Хенрик Понтопидан (Дания)
- 1918 неприсъждана
- 1919 Карл Спителер (Швейцария)

### 1920 – 1929
- 1920 Кнут Хамсун (Норвегия)
- 1921 Анатол Франс (Франция)
- 1922 Хасинто Бенавенте (Испания)
- 1923 Уилям Бътлър Йейтс (Ирландия)
- 1924 Владислав Реймонт (Полша)
- 1925 Джордж Бърнард Шоу (Великобритания)
- 1926 Грация Деледа (Италия)
- 1927 Анри Бергсон (Франция)
- 1928 Сигрид Унсет (Норвегия)
- 1929 Томас Ман (Германия)

### 1930 – 1939
- 1930 Синклер Луис (САЩ)
- 1931 Ерик Аксел Карлфелт (Швеция), посмъртно
- 1932 Джон Голсуърти (Великобритания)
- 1933 Иван Бунин (Русия)
- 1934 Луиджи Пирандело (Италия)
- 1935 неприсъждана
- 1936 Юджийн О'Нийл (САЩ)
- 1937 Роже Мартен дю Гар (Франция)
- 1938 Пърл Бък (САЩ)
- 1939 Франс Емил Силанпя (Финландия)

### 1940 – 1949
- 1940 неприсъждана
- 1941 неприсъждана
- 1942 неприсъждана
- 1943 неприсъждана
- 1944 Йоханес Йенсен (Дания)
- 1945 Габриела Мистрал (Чили)
- 1946 Херман Хесе (Швейцария)
- 1947 Андре Жид (Франция)
- 1948 Т. С. Елиът (Великобритания)
- 1949 Уилям Фокнър (САЩ)

### 1950 – 1959
- 1950 Бъртранд Ръсел (Великобритания)
- 1951 Пер Лагерквист (Швеция)
- 1952 Франсоа Мориак (Франция)
- 1953 Уинстън Чърчил (Великобритания)
- 1954 Ърнест Хемингуей (САЩ)
- 1955 Халдоур Лакснес (Исландия)
- 1956 Хуан Рамон Хименес (Испания)
- 1957 Албер Камю (Франция)
- 1958 Борис Пастернак (Русия) (заставен от СССР да върне наградата)[30]
- 1959 Салваторе Куазимодо (Италия)

### 1960 – 1969
- 1960 Сен-Джон Перс (Франция)
- 1961 Иво Андрич (Югославия)
- 1962 Джон Стайнбек (САЩ)
- 1963 Георгиос Сеферис (Гърция)
- 1964 Жан-Пол Сартр (Франция) (отказал)
- 1965 Михаил Шолохов (Русия)
- 1966 Шмуел Агнон (Израел) и Нели Закс (Швеция)[Бел. 3]
- 1967 Мигел Анхел Астуриас (Гватемала)
- 1968 Ясунари Кавабата (Япония)
- 1969 Самюел Бекет (Ирландия)

### 1970 – 1979
- 1970 Александър Солженицин (Русия)
- 1971 Пабло Неруда (Чили)
- 1972 Хайнрих Бьол (Германия)
- 1973 Патрик Уайт (Австралия)
- 1974 Хари Мартинсон (Швеция) и Ейвинд Юнсон (Швеция)
- 1975 Еудженио Монтале (Италия)
- 1976 Сол Белоу (САЩ)
- 1977 Висенте Алейксандре (Испания)
- 1978 Исаак Башевис Сингер (САЩ)
- 1979 Одисеас Елитис (Гърция)

### 1980 – 1989
- 1980 Чеслав Милош (Полша)
- 1981 Елиас Канети (Австрия, роден в България)
- 1982 Габриел Гарсия Маркес (Колумбия)
- 1983 Уилям Голдинг (Великобритания)
- 1984 Ярослав Сейферт (Чехословакия)
- 1985 Клод Симон (Франция)
- 1986 Уоле Шоинка (Нигерия)
- 1987 Йосиф Бродски (Русия)
- 1988 Наджиб Махфуз (Египет)
- 1989 Камило Хосе Села (Испания)

### 1990 – 1999
- 1990 Октавио Пас (Мексико)
- 1991 Надин Гордимър (РЮА)
- 1992 Дерек Уолкот (Тринидад и Тобаго)
- 1993 Тони Морисън (САЩ)
- 1994 Кендзабуро Ое (Япония)
- 1995 Шеймъс Хийни (Ирландия)
- 1996 Вислава Шимборска (Полша)
- 1997 Дарио Фо (Италия)
- 1998 Жузе Сарамагу (Португалия)
- 1999 Гюнтер Грас (Германия)

### 2000 – 2009
- 2000 Гао Синцзян (Китай)
- 2001 Видиядхар Сураджпрасад Найпол (Тринидад и Тобаго)
- 2002 Имре Кертес (Унгария)
- 2003 Джон Максуел Кутси (РЮА)
- 2004 Елфриде Йелинек (Австрия)
- 2005 Харолд Пинтър (Обединеното кралство)
- 2006 Орхан Памук (Турция)
- 2007 Дорис Лесинг (Обединеното кралство)
- 2008 Жан-Мари Гюстав Льо Клезио (Франция)
- 2009 Херта Мюлер (Германия)

### 2010 – 2019
- 2010 Марио Варгас Льоса (Перу)
- 2011 Тумас Транстрьомер (Швеция)
- 2012 Мо Йен (Китай)
- 2013 Алис Мънро (Канада)
- 2014 Патрик Модиано (Франция)
- 2015 Светлана Алексиевич (Беларус)
- 2016 Боб Дилън (САЩ)
- 2017 Казуо Ишигуро (Великобритания)
- 2018 Олга Токарчук (Полша)
- 2019 Петер Хандке (Австрия)

### 2020 – 2029
- 2020 Луиз Глик (САЩ)
- 2021 Абдулразак Гурна (Танзания)
- 2022 Ани Ерно (Франция)
- 2023 Юн Фосе (Норвегия)
- 2024 Хан Канг (Южна Корея)

## Любопитно
- Най-старият човек, получил Нобелова награда за литература, е Дорис Лесинг, която е на 88 години, когато получава наградата през 2007. Най-младият е Ръдиард Киплинг, който я получава на 42 години през 1907.
- Момзен е най-отдавна роденият Нобелов лауреат (30 ноември 1817). Той е роден почти 138 години преди най-скоро родения лауреат, Мо Йен (17 февруари 1955).
- Най-дълго живелият Нобелов лауреат за литература е Бъртран Ръсел, който умира на 97 години. Най-старият жив към август 2021 лауреат е Алис Мънро, родена на 10 юли 1931. Най-кратко живелият лауреат е Албер Камю, който умира в автомобилна катастрофа на 46-годишна възраст, три години след като получава наградата.
- Наградата не е присъждана 6 пъти – 1918, 1935, 1940 – 1943 г.
- Трима лауреати отказват да получат наградата: председателят на Нобеловия комитет Ерик Аксел Карлфелт (Швеция) през 1914 г. (но когато умира през 1931 г., му я присъждат отново – единственият случай на посмъртно присъдена награда и на двукратно присъдена награда), Борис Пастернак (Русия) през 1958 г. и Жан-Пол Сартър (Франция) – 1964 г.
- Седем пъти швед е печелил отличието, което се счита за един от основните дефекти на комисията, обвинявана често в национални пристрастия. [31]

## В България
Към 2022 г. България е единствената страна на Балканския полуостров без нобелов лауреат, но е имала няколко кандидатури за Нобелова награда по литература. Тъй като официалната информация за номинациите, както и обсъжданията на кандидатурите, се пазят в тайна в продължение на 50 години след обявяването на крайните резултати , информацията за номинации, направени преди изтичането на този период, няма как да се провери. Така потвърждение може да има само за номинации, направени преди повече от 50 години.

### Потвърдени номинации
От България за Нобелова награда за литература са официално потвърдени номинациите на Пенчо Славейков, Иван Вазов, Иван Грозев и Елисавета Багряна.
Пенчо Славейков (1866 – 1912)

На 30 януари 1911 година шведският учен, писател, поет и преводач акад. Алфред Йенсен прави предложение до Литературната комисия на Шведската кралска академия за номиниране на Пенчо Славейков за Нобеловата награда за литература. Йенсен е превел на шведски език „Кървава песен“ и други произведения на българския поет, който му е бил и приятел. Шведът го включва в списъка на кандидатите и предлага наградата за 1912 г. да бъде присъдена на българския поет. В това време Славейков живее в изгнание в Италия, а от българска страна никой не написва мотивирано изложение до комисията поради неразбирателство кой българин да бъде предложен. Председателят на БАН Иван Гешов предлага за 1912 г. да бъде номиниран Иван Вазов, но и това не се случва. За да не пропусне срока – 1 февруари, на 30 януари Йенсен представя Пенчо Славейков с превода си на „Кървава песен“ – сам направил задълбочена обосновка до комисията по номиниране с предложение да му бъде дадена наградата за 1912 г. Заключението му е, че българинът е „безспорно голям поет, при когото може да се констатира наличието на поетичен шедьовър („Кървава песен“)“. Но на 28 май (10 юни по нов стил) Пенчо Славейков умира на 46 години далече от България – в Брунате, Италия и изпуска шанса да получи световното признание.
Иван Вазов (1850 – 1921)

След като през 1912 г. Иван Вазов е предложен за пръв път за номинация от председателя на БАН Иван Е. Гешов, проф. Иван Шишманов отклонява поканата да напише мотивирано мнение, „преди да сме що-годе сигурни, че предложението ни ще бъде взето във внимание“.
Народният поет е бил предложен от проф. Иван Шишманов на 20.09.1916 г. за награда през 1917 г. Застъпник и за Иван Вазов става отново акад. д-р Алфред Йенсен, референт и докладчик на комитета, който още в 1895 г. е превел „Под игото“ на шведски. Гостувал е в дома на народния поет през 1911-а и на 2 май 1916 г., като разговарят помежду си на руски. Получава с автограф последната стихосбирка „Песни за Македония“ от Вазов. Шведът е пращан специално от Нобеловата фондация в България за срещи с представители на БАН и с групата на д-р Кръстьо Кръстев. Хора от литературния кръг „Мисъл“ му говорили против Вазов. Смята се, че това може да е оказало влияние върху крайното решение на комисията. В спомените си от 13 декември 1916 г. Шишманов пише в скоби: „Когато Йенсен беше тук, той ми призна, че Кръстев често му бил говорил против Вазова...“ Така и Вазов не получава достатъчна подкрепа в България. Лауреат за 1916 г. става швед, а за 1917 г. – двама датчани.
Иван Грозев (1872 – 1957)

Поет, драматург, литературен критик, учител по литература и автор на книги с религиозен характер. Едно име, което нищо не говори на читателите, един от многото забравени днес поети, бил предложен от проф. Михаил Арнаудов през 1928 и 1929 г.
Елисавета Багряна (1893 – 1991)

Най-голямата българска поетеса е предложена през 1943, 1944 и 1945 г. от проф. Стефан Младенов (Софийски университет). Тя е сред номинираните и през 70-те години на XX век. Кандидатурата ѝ горещо подкрепя големият творец и приятел на България Артур Лундквист (1906 – 1991), член на Нобеловия комитет за литература. При посещението му в България през 60-те години той е удостоен с наградата на София и петте хиляди долара, които я придружават. Той предлага на няколко пъти Елисавета Багряна, но безрезултатно – може би защото кандидатурата не получава одобрението на тогавашната власт. Не среща достатъчна поддръжка и от останалите 4 члена на Нобеловия комитет.

### Непотвърдени номинации
За други номинации като Йордан Йовков, Емилиян Станев, Любомир Левчев, Блага Димитрова, Йордан Радичков, Антон Дончев, Валери Петров, Иван Бързаков има само непотвърдена информация в пресата. 
Йордан Йовков (1880 – 1937) е номиниран не с българска оценка за творчеството му, а с признанието на турския професор по литература Сабри Смявушгил, който го нарежда между най-добрите майстори на разказа в световната литература. Шведската академия на науките обаче не го е забелязва и не го е удостоява с Нобелова награда за литература.
Кандидатурите на Емилиян Станев (1907 – 1979) и Любомир Левчев (1935 – 2019) не успяват по неизяснени причини.
Блага Димитрова (1929 – 2001) е най-близо до високите академични изисквания от всички български кандидатури за Нобелова награда. Отговаря на всички обществени позиции, изискуеми от Нобеловия комитет. Въпреки всичко и тя е недооценена като много творци от някогашния социалистически лагер, от който са наградени само четирима до 1989 г. 
Йордан Радичков (1929 – 2004) е световно популярен български автор през 80-те години на XX век. Благословен е от папата по време на посещението му в София. За втори път е номиниран за Нобелова награда за литература за 2001 г. от Софийския университет. Ректорът проф. Боян Биолчев получава покана от Нобеловия комитет да номинира български автор и връчва на Радичков Голямата награда на СУ за литература. Кандидатурата е изпратена в срок в Швеция на 3 декември 2001 г.  Нобеловият комитет не я номинира.
През XXI век България е поканена още 4 пъти от шведската академия на науките да номинира свой кандидат – за 2005, 2006, 2011 и 2013 г.  През 2010 г. при посещение в София директорът на норвежкия Нобелов институт Гейр Люндеста заявява, че „от всички Нобелови награди България има най-големи шансове да получи тази за литература“. 
Антон Дончев (1930 – 2022) е предлаган 3 пъти за Нобелова награда и е безспорен кандидат с романа „Време разделно“, който отдавна е получил най-високата оценка от литературната критика и в Швеция. Той е вторият българин, предложен за високото отличие от шведите, още през 60-те години на XX век. От София обаче започват да пречат с други предложения и интриги. Член на Нобеловия комитет посещава България, но приема авантюра на съпругата си като лично оскърбление на чест от домакините и шведската кралска академия оттегля номинацията си. 
През 2005 г. Антон Дончев отстъпва само с 1 глас на британеца Харолд Пинтър, а през 2006 го изпреварва турският романист Орхан Памук. Аргументите против се свеждат до „тяснонационалното“ съдържание на романа „Време разделно“, макар че творбите на много от досегашните носители на наградата не са били непременно „широко космополитични“.  Памук е отличен, понеже „в дирене на меланхоличната душа на родния си град, открива нови символи за сблъсъка и преплитането на културите.“
Валери Петров (1920 – 2014) е достатъчно известен като поет и преводач не само в Европа. Не е известно какви аргументи може да има срещу него Шведската академия на науките.
Иван Бързаков (1942) е учен от световен мащаб, професор с многостранни интереси и познания в областта на педагогиката, психологията, философията, лингвистиката, литературата, изкуствата. Емигрант е в САЩ от 1976 г., където създава Международен образователен институт и новаторски метод за ускорено обучение и редуциране на стресови състояния. Поезията му е антикомунистическа и за нея е номиниран 3 пъти за Нобелова награда, а в края на 2015 г. очаква четвърта номинация 

### Лауреат, роден в България
Има носител на Нобелова награда за литература, роден в България. Елиас Канети е роден през 1905 г. в Русе като гражданин на България от еврейски произход. Той напуска Русе, когато е на шест години. С майка му се установяват във Виена. Пише на немски, не говори български и повече не е идвал в България. Като австрийски писател става нобелов лауреат за литература за 1981 г. „за творби, белязани с широки възгледи, богатство на идеи и артистична сила“. „Спасеният език. Историята на една младост“ е първият том на неговата автобиографична поредица, която довежда до номинирането на писателя. В него авторът разказва как България го е вдъхновила по пътя му към високото литературно отличие. 